# Liste der Brauereien von Société des Brasseries et Glacières Internationales
Diese Liste zeigt alle Brauereien der Société des Brasseries et Glacières Internationales (BGI -Groupe Castel).
| Land                         | Ort               | Braustätte                                          | Gr   | von  | bis  | Bemerkung             |
| ---------------------------- | ----------------- | --------------------------------------------------- | ---- | ---- | ---- | --------------------- |
| Äquatorguinea                | Bata              | Soeguibe - Sociedad Ecuatoguineana de Bebidas       | 2007 | 2007 |      |                       |
| Algerien                     | Tesalla El Merdja | Algad - Castel Algérie                              | 2005 | 2005 | 2013 | Schließung            |
| Algerien                     | Oran              | SNB - Société des Nouvelles Brasseries              | ?    | 2002 |      |                       |
| Angola                       | Benguela          | SOBA -Sociedade de Bebidas de Angola                | 2009 | 2009 |      |                       |
| Angola                       | Cabinda           | CERBAB                                              | 2008 | 2008 |      |                       |
| Angola                       | Cacuaco           | ECNN - Empresa Cervejeira N’gola Norte              | 2010 | 2010 |      |                       |
| Angola                       | Dondo             | EKA - Empresa Angolana de Cervejas                  | 1969 | 2007 |      |                       |
| Angola                       | Huambo            | NOCEBO - Nova Companhia de Cerveja                  | 2009 | 2009 |      |                       |
| Angola                       | Lubango           | ECN - Empresa Cervejeira N´gola                     | 1974 | 2009 |      |                       |
| Angola                       | Luanda            | CUCA - Companhia União de Cervejas                  | 1947 | 2007 |      |                       |
| Angola                       | Luanda            | Nocal - Nova Empresa de Cervejas de Angola          | 1958 | 2007 |      |                       |
| Aserbaidschan                | Baku              | Xirdalan                                            | 1969 | 1997 | 2008 | an Baltika            |
| Äthiopien                    | Addis Ababa       | St. Georg Brewery                                   | 1922 | 1998 |      | 550.000 hl.           |
| Äthiopien                    | Kombolcha         | Kombolcha Brewery                                   | 1998 | 1998 |      | 1.500.000 hl.         |
| Äthiopien                    | Zebidar           | Zebidar Brewery                                     | 2012 | 2018 |      | 350.000 hl.           |
| Äthiopien                    | Hawassa           | Hawassa Brewery                                     | 2011 | 2011 |      | 1.500.000 hl.         |
| Äthiopien                    | Raya              | Raya Brewery                                        | 2012 | 2017 |      | 600.000 hl.           |
| Benin                        | Cotonou           | Sobebra - Société Béninoise de Brasseries           | 1960 | 1992 |      |                       |
| Burkina Faso                 | Ouagadougou       | Brakina                                             | 1960 | 1990 |      |                       |
| Burkina Faso                 | Bobo-Dioulasso    | Sobbra                                              | 1977 | 1990 |      |                       |
| Cameroun                     | Koumassi          | Groupe SABC Les Brasseries du Cameroun              | 1972 | 1990 |      |                       |
| Cameroun                     | Garoua            | Groupe SABC Les Brasseries du Cameroun              | 1968 | 1990 |      |                       |
| Cameroun                     | Yaounde           | Groupe SABC Les Brasseries du Cameroun              | 1970 | 1990 |      |                       |
| Cameroun                     | Bafoussam         | Groupe SABC Les Brasseries du Cameroun              | 1971 | 1990 |      |                       |
| Cameroun                     | Douala            | Groupe SABC Les Brasseries du Cameroun              | 1948 | 1990 |      |                       |
| Congo                        | Pointe-Noire      | Bralico Brasseries et Limonaderies du Congo         | 2013 | 2015 |      |                       |
| Elfenbeinküste               | Teichville        | SOLIBRA Société Limonaderies Brasseries Afrique     | 1959 | 1994 |      |                       |
| Elfenbeinküste               | Abidjan           | Les Brasseries Ivoiriennes" (LBI)                   | 1982 | 2015 |      |                       |
| Elfenbeinküste               | Bouafle           | SOLIBRA Société Limonaderies Brasseries Afrique     | 1978 | 1994 |      |                       |
| Dem. Rep. Congo              | Lubumbashi        | Brasimba - Brasseries du Katanga                    | 1925 | 1994 |      |                       |
| Dem. Rep. Congo              | Beni              | Brasimba                                            | 2012 | 2012 |      |                       |
| Dem. Rep. Congo              | Mbuji-Mayi        | Brasimba                                            | ?    | 1994 |      |                       |
| Dem. Rep. Congo              | Kisangani         | Bracongo - Les Brasseries du Congo                  | 1949 | 1996 |      |                       |
| Dem. Rep. Congo              | Kongo Central     | Bracongo - Brasserie du Bas-Congo                   | 1952 | 1996 |      |                       |
| Dem. Rep. Congo              | Kasai             | Bracongo - Brasserie de Kananga                     | 1951 | 1996 |      |                       |
| Dem. Rep. Congo              | Haut-Uele         | Bracongo - Brasserie d'Isiro                        | 1956 | 1996 |      |                       |
| Gabun                        | Owendo            | Sobraga - Société des brasseries du Gabon           | 1987 | 1987 |      |                       |
| Gabun                        | Franceville       | Sobraga - Société des brasseries du Gabon           | 1971 | 1971 |      |                       |
| Gabun                        | Port-Gentil       | Sobraga - Société des brasseries du Gabon           | 1972 | 1972 |      |                       |
| Gabun                        | Oyem              | Sobraga - Société des brasseries du Gabon           | 1976 | 1976 |      |                       |
| Gabun                        | Mouila            | Sobraga - Société des brasseries du Gabon           | 1983 | 1983 |      |                       |
| Guinea                       | Conakry           | Société des Brasseries de Guinée                    | 1958 | 2008 |      |                       |
| Guinea                       | Kissidougou       | Société des Brasseries de Guinée                    | 2006 | 2008 |      |                       |
| Madagaskar                   | Antananarivo      | Star - Société Tananarivienne d'Articles Réfrigérés | 1947 | 2011 |      |                       |
| Madagaskar                   | Diego             | Star - Société Tananarivienne d'Articles Réfrigérés | 1958 | 2011 |      |                       |
| Madagaskar                   | Antsirabe         | Star - Société Tananarivienne d'Articles Réfrigérés | 1976 | 2011 |      |                       |
| Madagaskar                   | Ambatolampy       | NBM - Nouvelle Brasserie de Madagascar              | 2012 | 2014 |      |                       |
| Mali                         | Bamako            | BRAMALI - Société des Brasseries du Mali            | 1986 | 1986 |      |                       |
| Marokko                      | Casablanca        | GBM - Société des Boissons du Maroc                 | 1919 | 1986 |      |                       |
| Nigeria                      | Ilesha            | International Breweries Plc                         | 1971 | 2008 | 2012 | an SABMiller verkauft |
| Senegal                      | Dakar             | SOBOA - Société des Brasseries de l'Ouest-Africain  | 1929 | 1994 |      |                       |
| Togo                         | Lomé              | BB - Brasserie Lomé SA                              | 1964 | 1996 |      |                       |
| Togo                         | Kara              | BB - Brasserie Lomé SA                              | 1982 | 1996 |      |                       |
| Tschad                       | Moundou           | Brasseries du Logone                                | 1964 | 2004 |      |                       |
| Tunesien                     | Tunis             | SFBT - Société des Boissons de Tunisie              | 1925 | 1979 |      |                       |
| Zentralafrikanische Republik | Bimbo             | Mocaf                                               | 1953 | 1993 |      |                       |